# Asesinato de Shibli Sadiq Hridoy
El secuestro y asesinato de Shibli Sadiq Hridoy (en bengalí: শিবলী সাদিক হৃদয়ের হত্যা) es un caso de asesinato que tuvo lugar en Bandarban, Bangladés, durante el monzón de 2023, cuando un joven bengalí llamado Shibli Sadiq Hridoy fue secuestrado y asesinado por varios hombres de la tribu Marma.

## Antecedentes
Hridoy era un bengalí de 20 años cuyo padre era camionero. Como su familia era muy pobre, empezó a trabajar como gerente en una granja avícola, mientras estudiaba en la universidad. En la granja se hizo amigo de varios hombres de la tribu Marma que también trabajaban allí.

## Incidente
Hridoy fue secuestrado el 28 de agosto de 2023, por la noche. Dos días después, los secuestradores se pusieron en contacto con sus padres y exigieron un rescate de 200.000 taka. Después de pagar el rescate, les aseguraron que Hridoy regresaría por la mañana, pero eso no sucedió.
Siguieron esperando, pero al no ver señales de Hridoy, informaron a la policía. La policía de Bangladés interrogó a varios sospechosos, uno de los cuales confesó y les mostró la zona donde habían asesinado a Hridoy. Los agentes de policía de la comisaría de Raozan registraron la zona, pero sólo encontraron fragmentos de los huesos de Hridoy y de su cráneo. El sospechoso llevó a la policía a otros cuatro supuestos culpables, entre ellos Umongching Marma, que trabajaba en la granja avícola con Hridoy y se decía que era el principal responsable de planificar y ejecutar el crimen.
El 10 de septiembre, Umongching Marma, de 46 años, fue arrestado como presunto autor intelectual del crimen. Al día siguiente, cuando lo llevaron a la escena del crimen, una turba enfurecida de aldeanos rodeó el vehículo policial y lo linchó. Según la investigación policial posterior, Umongching Marma había matado a Hridoy un día después del secuestro, antes incluso de ponerse en contacto con los padres. Luego desmembró completamente el cuerpo, separando la carne de los huesos y esparciendo ambos por el bosque, para «eliminar todo rastro» del crimen.
Cuando la policía registró la zona después de su arresto, sólo se pudieron recuperar huesos. Inicialmente hubo informes de que los sospechosos habían confesado haber cocinado y comido la carne para reducir aún más las pruebas recuperables. Sin embargo, en una rueda de prensa el 1 de octubre, la policía lo negó y declaró que, si bien «la carne del cuerpo fue destrozada, no había información sobre el consumo de ella».